# Friedrich Wilhelm Döring

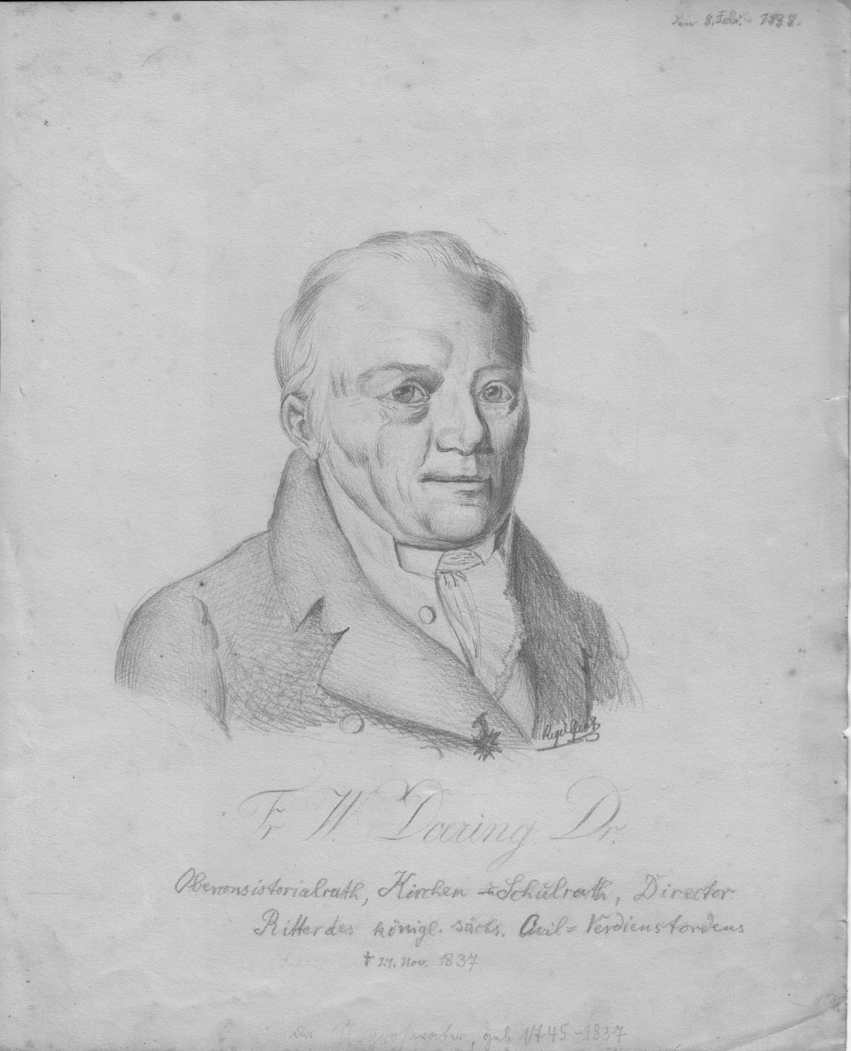
Friedrich Wilhelm Döring

Friedrich Wilhelm Döring (auch Doering; * 9. Februar 1756 in Elsterberg; † 27. November 1837 in Gotha) war ein deutscher klassischer Philologe.

## Leben
Döring war Sohn des Oberpfarrers David Gottlieb, der allerdings früh verstarb. Seine Mutter heiratete bald darauf wieder, jedoch wirkte sich diese neue Beziehung seiner Mutter negativ auf die Erziehung und Bildung des Jungen aus. Die schlechte Lage des Jungen wurde vom örtlichen Geistlichen Johann Karl Böttiger erkannt, der ihn in der Folge zu seinen Kindern aufnahm und ihm Unterricht erteilte. Zusammen mit dem Sohn des Geistlichen Karl August Böttiger erhielt er ein Stipendium für die Schule Pforta, in welche die beiden am 11. Mai 1772 aufgenommen wurden. An der Schule wurde er insbesondere durch Friedrich Gottlieb Barth gefördert. Am 30. März 1778 ging Döring von der Schule ab und wechselte an die Universität Leipzig, an der er neben der Philologie unter anderem auch Philosophie und Theologie hörte. In dieser Zeit betätigte er sich als Hauslehrer und Erzieher im Haus von Carl Gottfried von Winkler sowie im Haus des Kammerherren Christoph August Lebrecht von Bodenhausen. Am 1. März 1781 erhielt er an der Leipziger Universität den Magistergrad und soll ebenfalls 1781 dort zum Dr. phil. promoviert worden sein.
Döring nahm 1782 einen Ruf als Nachfolger des verstorbenen Johann Gottlob Thierbach auf die Stellung als Rektor des Lyzeums in Guben an. Dieses Amt trat er am 18. Dezember 1782 mit einer öffentlichen Rede an. In Guben begann er seine schriftstellerische Tätigkeit, verblieb dort aufgrund diverser Unannehmlichkeiten nur zwei Jahre, vermittelte allerdings die Stelle an seinen Kindheits-, Schul- und Studienfreund Böttiger. 1784 nahm er dann einen Ruf an die Schule in Naumburg an. Jedoch verblieb er auch dort nur etwa zwei Jahre.
1786 erhielt Döring einen weiteren Ruf aus Gotha. Dort war der junge Rektor Friedrich Andreas Stroth überraschend im Amt verstorben. Am 23. Juli 1786 wurde er am Gymnasium illustre von Gotha in das Amt eingewiesen, und am 23. Oktober hielt er schließlich seine Antrittsrede. Döring erhielt das Gymnasium aufstrebend und mit einem ambitionierten Kollegium versehen, was er in der Folgezeit zu nutzen wusste. Das Gothaer Gymnasium stand in seiner Amtszeit im Ruf, eine der besten deutschen Bildungsanstalten zu sein. So lehrten dort beispielsweise Friedrich Jacobs, Johann Friedrich Salomon Kaltwasser und Johann Kaspar Friedrich Manso sowie die unter Döring hinzugekommenen Valentin Rost oder Ernst Friedrich Wüstemann. Er selbst lehrte hauptsächlich die lateinische Sprache.
Döring erhielt diverse Anerkennungen für seine Arbeit. 1791 wurde er zum sachsen-gothaischen Kirchenrat ernannt, 1831 wurde das fünfzigjährige Jubiläum der Doktorwürde und 1832 das Amtsjubiläum begangen. 1833 schließlich erhielt er den Titel Oberkonsistorialrat. Zudem soll er auf Betreiben seines Herzogs vom König vom Sachsen das Ritterkreuz des Zivilverdienstordens erhalten haben.
Döring soll sich darüber hinaus als lateinischer Dichter durch seine Oden ausgezeichnet haben.
Der Altphilologe und Historiker Christian Ferdinand Schulze war sein Ziehsohn, der Theologe und Schulmann Friedrich Ludwig Andreas Regel sein Schwiegersohn.

## Werke (Auswahl)
- Erklärende Anmerkungen zu den auserlesenen Reden des Cicero. Schul-Buchhandlung, Braunschweig 1797.
- Anleitung zum Übersetzen aus dem Deutschen ins Lateinische. 4 Bände, Geistinger, Wien 1821.

Editionen
- Marcus Tullius Cicero: Auserlesene Reden des Cicero (= 3. Teil der Encyclopädie der latainischen Classiker). Schul-Buchhandlung, Braunschweig 1797.
- Horaz: Opera omnia. 2 Bände, Hahn, Leipzig 1814 ff.
- Titus Livius: Opera omnia. 7 Bände, Ettinger, Gotha 1816–1819 (begonnen durch Friedrich Andreas Stroth).
- Horaz: Chrestomathia Horatiana et P. Virgilii Maronis Bucolica. Hammerich, Altona 1835.